# Фризи

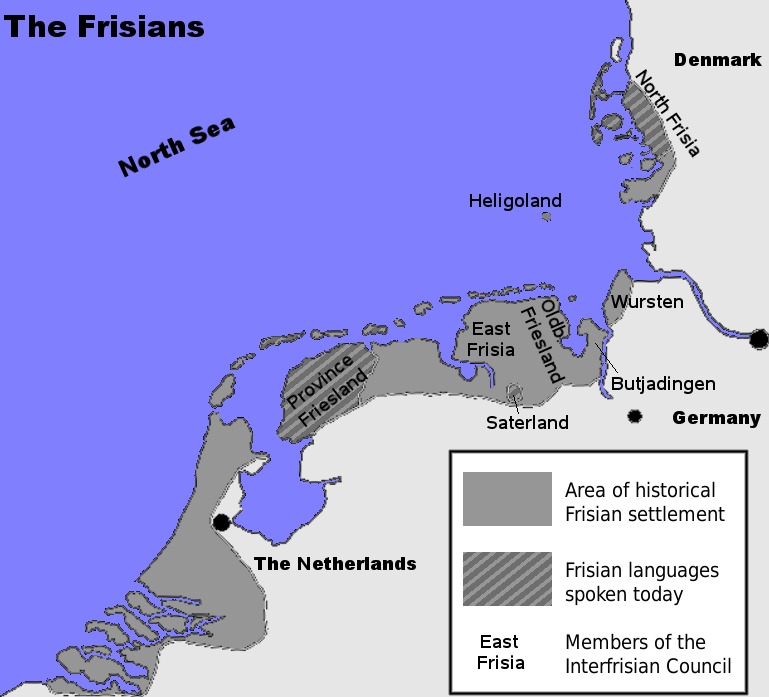
Землі фризів

Фризи (фриз. Friezen, півн.-фриз. Fresken, сх.-фриз. Fräisen) — германська етнічна група, тубільці прибережних регіонів Нідерландів і північно-західної Німеччини. 

Населяють територію, відому як Фризія, і зосереджені у нідерландських провінціях Фрисландія та Гронінген, а у Німеччині — у Східній Фризії та Північній Фризії (яка була частиною Данії до 1864 р.). 

Фризькими мовами розмовляють понад 500 000 людей; Західнофризька мова офіційно визнана в Нідерландах (Фрисландія), а північнофризька та східнофризька визнані регіональними мовами Німеччини.

## Історія
Стародавні фризії вперше згадуються у римському звіті про війну Друза проти рейнських германців і хавків у 12 році до Р. Х.

Час від часу вони з'являються в розповідях про війни римлян проти германських племен регіону, аж до повстання батавів близько 70 року по Р. Х. включно.
Фризькі найманці застосовувались під час римського вторгнення до Британії як кавалерія.

Вони не згадуються більше до бл. 296, коли були депортовані на римську територію як лаеті (тобто кріпаки римської доби; див. Римський форт Бінчестер та Cuneus Frisionum).

Відкриття типу глиняного посуду, унікального для Фризії четвертого століття, під назвою terp Tritzum, показує, що невідома кількість із них була переселена римлянами у Фландрію та Кент
,
ймовірно, як лаеті.
З третього по п'яте століття Фризія зазнала морської трансгресії, через яку більша частина суші стала непридатною для проживання, та відбулась зміна клімату до прохолоднішого та вологішого.

Населення, яке можливо залишилося, різко скоротилося, і прибережні землі залишалися в основному безлюдними протягом наступних двох століть.
Коли умови покращилися, Фризія отримала приплив нових поселенців, переважно англів і саксів.
Ці люди згодом будуть називатися «фризами» (старофризька: Frīsa, староанглійська: Frīsan), хоча вони не обов'язково походили від давніх фризіїв.
Саме ці «нові фризи» в основному є предками середньовічних і сучасних фризів.

До кінця шостого століття територія Фризії розширилася на захід до узбережжя Північного моря, а в сьомому столітті — на південь до Дорестаду. Цю найбільшу територію Фризії іноді називають Frisia Magna.
Ранньою Фризією правив Верховний король, причому найдавніша згадка про «фризького короля» датується 678 роком
.
На початку VIII сторіччя фризька знать вступила в дедалі більший конфлікт із франками на півдні, що призвело до серії воєн, у яких Франкська імперія зрештою підкорила Фризію в 734 році.
Ці війни сприяли спробам англо-ірландських місіонерів (які почалися з Святого Боніфація), щоб навернути фризьке населення до християнства, що святому Вілліброрду значною мірою вдалося.

Через деякий час після смерті Карла Великого фризькі території теоретично перебували під контролем графа Голландії, але на практиці голландські графи, починаючи з графа Арнульфа в 993 році, не змогли утвердити себе як суверенні володарі Фризії.
У результаті тупикова ситуація призвела до періоду, який називають «фризькою свободою», коли феодалізму та кріпацтва (а також центральної чи судової адміністрації) не існувало, і коли фризькі землі були під орудою лише Імператора Священної Римської імперії.
Проте протягом XIII століття графи Голландії ставали все могутнішими та, починаючи з 1272 року, намагалися відновити себе як законні володарі фризьких земель у серії воєн, які (з низкою тривалих перерв) закінчилися в 1422 році голландським завоюванням Західної Фризії та становленням могутнього дворянського класу у Центральній і Східній Фризії.
Проте, хоча міжусобиці відбувались до пізнього середньовіччя, у Фризії та Північно-Західній Європі загалом було відносно низький рівень насильства.
Можливо, це сталося через існування Фризької торгової імперії з раннього середньовіччя, яка сприяла встановленню верховенства права та створила організованіше суспільство.

У 1524 році Фризія стала частиною Сімнадцяти провінцій, а в 1568 році приєдналася до голландського повстання проти Філіпа II, короля Іспанії, спадкоємця бургундських територій; з того часу Центральна Фризія залишається частиною Нідерландів.
Східна Фризія стане частиною різних німецьких держав (пізніше Німеччини) і Данії.

## Міграція до Англії та Шотландії
Попри те, що неможливо визначити точну кількість і схеми міграції, дослідження показали, що багато фризів були частиною хвилі етнічних груп, які колонізували території сучасної Англії поряд з англами, саксами та ютами
, 
починаючи приблизно з п’ятого століття, коли фризи прибули вздовж берегової лінії Кента. 

Одне дослідження показало, що ДНК людей, протестованих у Центральній Англії, «не відрізнити» від ДНК фризів. 

Фризи в основному оселилися на теренах сучасних графств Кент, Східна Англія
, 
Східний Мідленд, Північно-Східна Англія

та Йоркшир. 
На цих територіях докази їх поселення включають топоніми фризького походження, такі як Фризингголл у Бредфорді та Фристон у Лінкольнширі. 

Помічено подібність у діалекті між Греїт-Ярмутом і Фрисландією, що походить від торгівлі між цими областями в Середньовіччі. 
 
Відомо також, що фризи заснували район Фрестон в Іпсвічі. 

Історики відзначають, що в Шотландії колонії англів і фризів були засновані на півночі аж до річки Форт. Це відповідає тим районам Шотландії, які історично були частиною Нортумбрії. 

## Фризи в Данії
Найдавніші сліди фризів у сучасній Данії датуються 11 століттям, коли фризи оселилися навколо Тендермарскена на захід від Тендера. 
Доказом цього є терпи у цьому районі, які побудовані за тим же методом, що й ті, що розташовані вздовж Ватового моря в напрямку Нідерландів. 
 
Терпи також були знайдені в Рібе. 

У 1637 році хроніст Петер Сакс писав, що фризькі прибульці вивчили данську мову, але не асимілювались данцями та дотримувалися фризької мови, звичаїв, манер, методів роботи тощо. 

На початок XXI сторіччя фризька культура в Данії описується як асимільована, і більшість не вважають себе фризами. 
Що стосується фризької мови, то дуже мало хто розмовляє нею як рідною мовою, але традиційно нею розмовляли в кількох польдерських селах поблизу кордону з Німеччиною. 
За оцінками, чисельність фризького населення Данії становить від 2000 до 5000 осіб. 

## Мови
Оскільки і англосакси Англії, і ранні фризи походять від споріднених племінних об’єднань, їхні мови були дуже схожі, разом утворюючи англо-фризьку групу. 
Давньофризька мова є найближчою мовою до давньоанглійської 
, 
а сучасні фризькі діалекти, своєю чергою, є найближчими до сучасної англійської мови мовами, які самі по собі не походять від давньоанглійської (хоча сучасна фризька та англійська не є взаємно зрозумілими).
Фризька мовна група поділяється на три взаємно незрозумілі мови:
- Західнофризька, якою розмовляють у голландській провінції Фрисландія
- Східнофризька, якою розмовляють у німецькому муніципалітеті Затерланд на південь від Східної Фризії
- Північнофризька, якою розмовляють у німецькому регіоні Північна Фризія (в межах округу Північна Фрисландія) на західному узбережжі Ютландії.

З цих трьох мов як східнофризька (2000 носіїв), так і північнофризька (10 000 носіїв) 
[41] знаходяться під загрозою зникнення. 
Західнофризькою мовою розмовляють близько 350 000 носіїв у Фрисландії 
, 
або близько 470 000, включаючи носіїв сусідньої провінції Гронінген. 

Західнофризька мова не входить до списку зникаючих, хоча дослідження, опубліковане Університетом Радбуда в 2016 році, поставило під сумнів це припущення. 